# 良助法親王
良助法親王（1268年—1319年9月13日），是日本鎌倉時代中期的法親王，生父母是龜山天皇及三條實平之女，後宇多天皇的異母弟；他也是天台宗的天台座主和青蓮院的門跡。

## 略歷
弘安二年十一月（1269年）入室青蓮院及出家，成為尊助法親王的弟子，次月接受親王宣下。到永仁七年（1285年）就任天台座主，之後在正安四年（1302年）四月辭任天台座主，同年十二月擔任三昧院和成就院別當。文保二年八月以51歲之齡去世。生前著有佛教作品《無量義經疏》。
| 宗教頭銜    | 宗教頭銜                                      | 宗教頭銜    |
| ----------- | --------------------------------------------- | ----------- |
| 前任： 慈深 | 青蓮院門跡 第30世                             | 繼任： 慈深 |
| 前任： 尊教 | 天台座主 第100世 1299年5月23日－1302年6月13日 | 繼任： 道潤 |